# 컴퓨터 생성 이미지

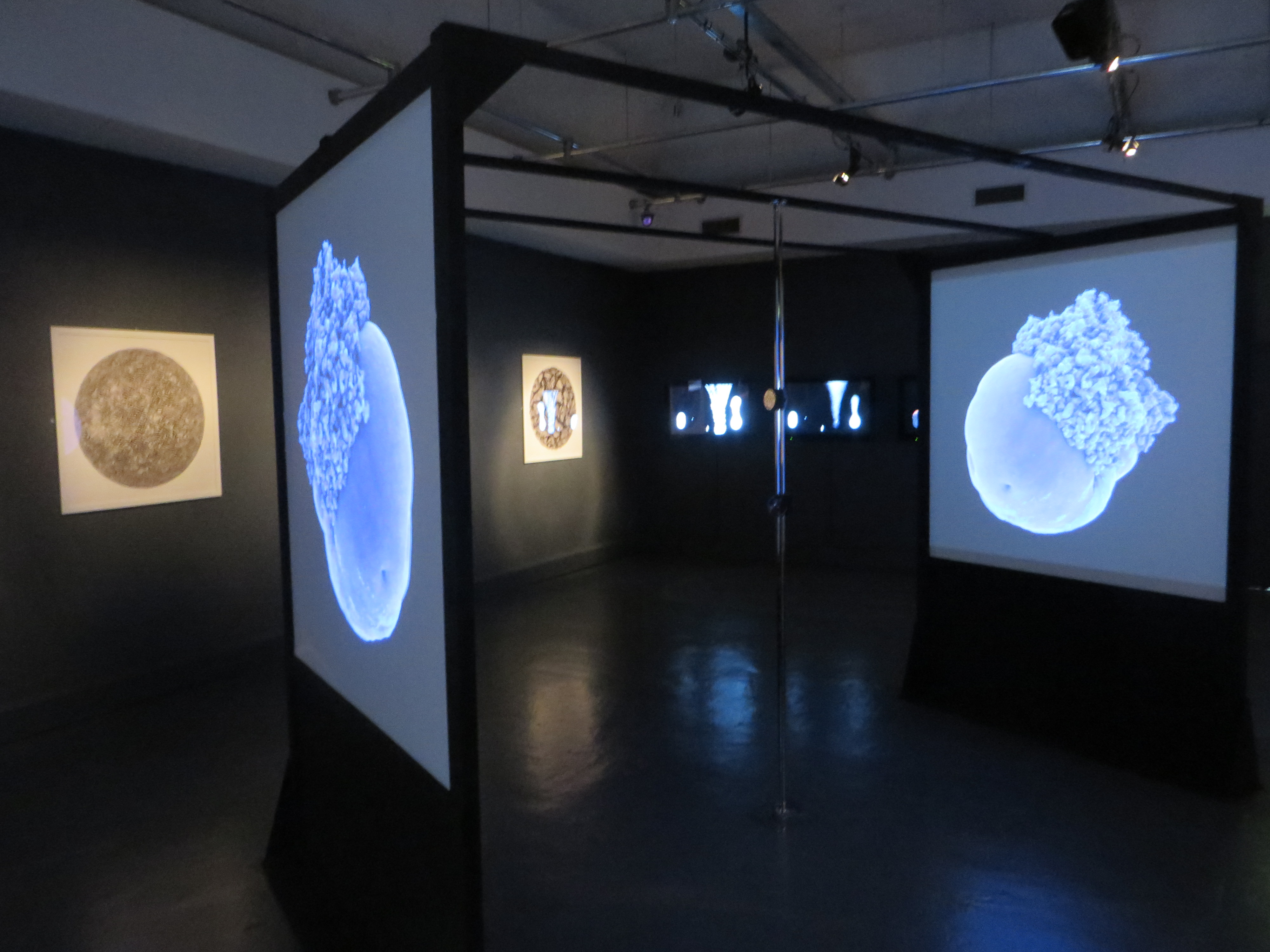
형태 형성 창조 컴퓨터 생성 디지털 아트 전시관. 2016년 런던.

컴퓨터 생성 이미지(computer-generated imagery, CGI)는 컴퓨터 그래픽스 분야의 응용이며, 더 구체적으로 말해 영화, 텔레비전 프로그램, 광고, 시뮬레이터, 시뮬레이션, 인쇄 매체의 특수 효과를 위한 3차원 컴퓨터 그래픽스를 말한다. 비디오 게임은 보통 실시간 컴퓨터 그래픽스(이를 CGI라고 부르는 경우는 드물다)를 사용하지만 미리 렌더링된 컷 씬과, CGI를 응용한 소개 동영상을 포함할 수 있다. 이러한 것을 FMV(풀 모션 비디오)라고 한다.
컴퓨터가 만들어 내는 효과들은, 미니어처와 같은 물리적인 처리 이상으로 제어가 가능하고 다른 기술로는 불가능한 영상을 만들어 낼 수 있으므로 CGI는 시각 효과에 사용된다. 기술자가 여러 명의 배우, 값비싼 세트장, 후원사 없이도 콘텐츠를 만들어 낼 수 있다.
3D맥스, 마야, 소프트이미지 XSI와 같은 컴퓨터 소프트웨어는 동영상 등을 위해 CGI를 만드는 데 사용한다. CGI 소프트웨어가 최근 급격히 이용하기 쉬워지고, 컴퓨터 속도가 빨라짐에 따라 개별 기술자들과 중소기업이 가정용 컴퓨터로부터 전문가급의 영화, 게임, 영상을 생산할 수 있게 되었다.
시뮬레이터, 특히 비행 시뮬레이터는 CGI 기술을 사용하여 Outside World (OTW)를 나타낼 수 있다.

## 같이 보기
- 특수 효과
- 시각 효과